# Альфред-Нзо

Положение Альфред-Нзо на карте

Альфред-Нзо (африк. Alfred Nzo) — районный округ Восточно-Капской провинции Южно-Африканской Республики. Административный центр — Маунт-Эйлифф.
Расположен на северо-востоке провинции, простирается от Драконовых гор, граничит на севере с Лесото, на северо-востоке — с районом Сисонке провинции Квазулу-Натал и районом ОР-Тамбо на юге.
Общая численность населения района Альфред-Нзо в результате недавних территориальных преобразований составляет 900 491 житель, общая площадь увеличилась с 6858 км² до 11 119 км².
В составе Альфред-Нзо — 4 местных муниципалитета:
- Мататьеле(площадь 4352 км² или 39 % общей территории района)
- Умзимвубу (площадь 2506 км² или 23 % общей территории района)
- Мбизана (площадь 2806 км² или 25 % общей территории района)
- Нтабанкулу (площадь 1455 км² или 13 % общей территории района).

Район носит имя Альфреда Нзо (1925—2000), государственного и политического деятеля Южно-Африканской Республики.